# Tętnica łydkowa
Tętnica łydkowa (łac. arteria suralis) – w anatomii człowieka tętnica kończyny dolnej, będąca parzystą gałęzią tętnicy podkolanowej. Ochodzi od niej w środkowej części i kieruje się skośnie ku dołowi, do obu głów mięśnia brzuchatego łydki, który zaopatruje. Przed wniknięciem do mięśnia tętnice łydkowe oddają jeszcze powierzchowną gałąź skórną, która zstępuje na łydkę. Tętnicom łydkowym w ich przebiegu towarzyszą żyły łydkowe.